# .er
.er ist die länderspezifische Top-Level-Domain (ccTLD) Eritreas. Sie existiert seit dem 24. September 1996 und wird durch die Eritrean Telecommunication Services Corporation (EriTel) mit Hauptsitz in Asmara verwaltet.

## Eigenschaften
Die Vergabestelle bietet keine öffentliche Website an und akkreditiert auch keine Registrare. Allerdings können Bürger und Firmen aus Eritrea per Post, E-Mail, Fax oder Telefon um eine Domain ersuchen.
.er-Domains wurden in den ersten Jahren nur für den E-Mail-Empfang verwendet, da Eritrea keinen direkten Internetanschluss besaß.